# 미크로포사우루스
미크로포사우루스(Microposaurus)는 트라이아스기 중기에서 후기까지 생존했던 짧은 주둥이를 가진 트레마토사우루스과의 혈통이다. 속명의 뜻은 '작은 눈의 도마뱀'을 의미하며, 그리스어 (, '작은' + ὤψ, '얼굴' 또는 '눈' + σαῦρος, '도마뱀')이 합쳐져 만들어졌다.

## 발견

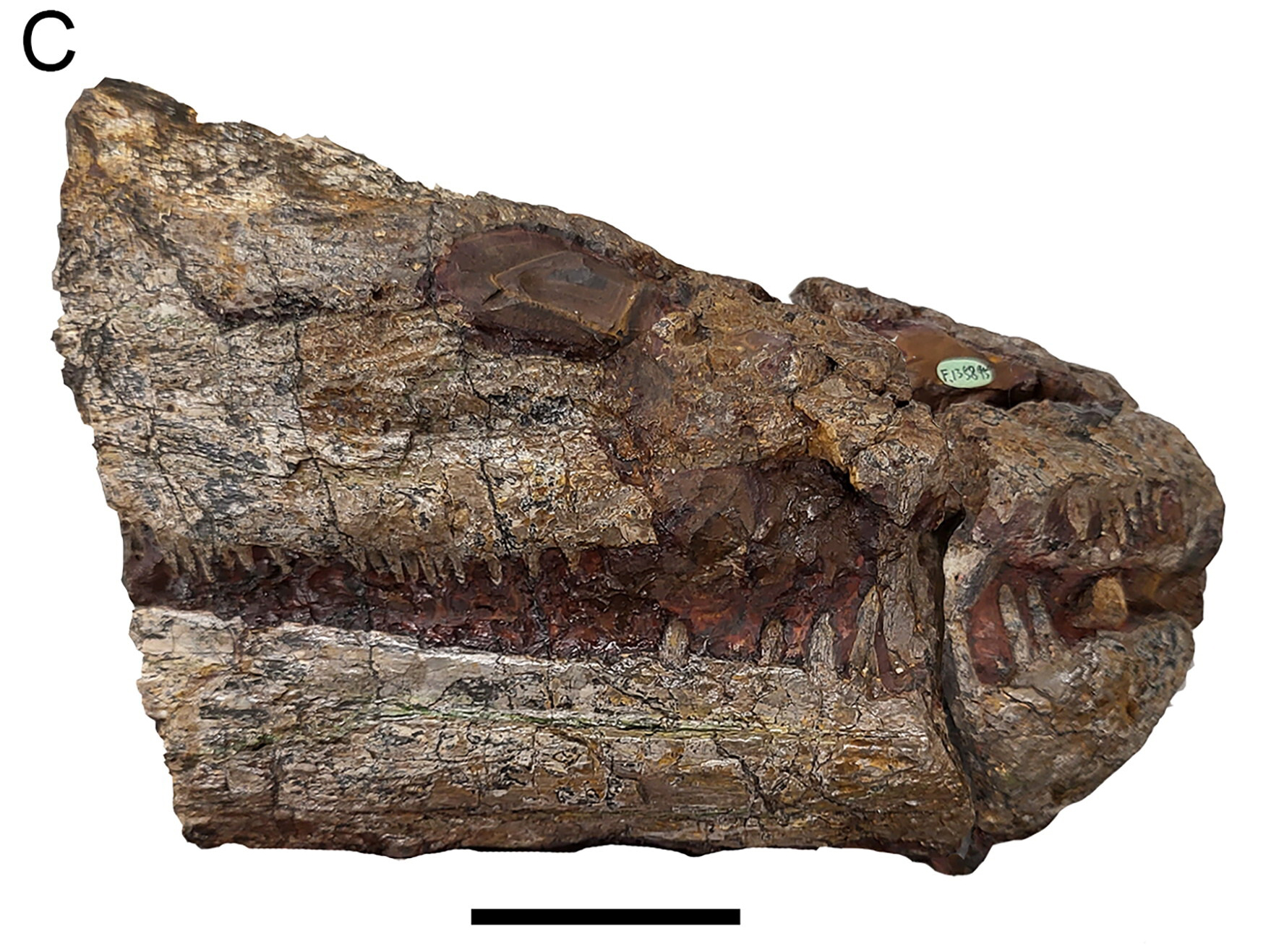
미크로포사우루스의 두개골 화석

1923년에 E.C. 케이스 박사가 최초의 미크로포사우루스 표본을 발견했다. 발견 당시 두개골은 입천장이 위쪽으로 박혀 있는 것으로 묘사되었다.
불행하게도, 두개골에는 이미 부서진 두개골을 손상시키지 않고는 제거할 수 없는 철 성분이 코팅되어 있었다. 이러한 단점으로 인해 표본을 처음 조사할 때 나온 많은 특징들이 나중에 잘못된 것으로 판명되었다.

## 특징
처음으로 발견된 미크로포사우루스는 트레마토사우루스과의 계통으로 분류되었다. 표본에서 관찰된 일반적인 트레마토사우루스과의 특징은 안와가 두개골의 앞쪽 절반 내에 있었고, 안와후-전두엽 성장대가 존재했으며, 앞쪽 구개공공이 쌍을 이루었고, 접형돌기형이 있었다는 것이다. 성인 개체의 경우 안와는 작았고 두개골의 측면 가장자리 근처에 위치했다는 것이다.